# Come leggere un libro
Come leggere un libro è un libro del filosofo americano Mortimer J. Adler. Pubblicato originariamente nel 1940, fu ampiamente rivisto e parzialmente riscritto per l'edizione del 1972, redatta da Mortimer J. Adler insieme all'editore Charles Van Doren. Nella revisione del 1972 si mantiene la struttura della seconda parte del libro - le regole della Lettura Analitica - e si espande sulla differenziazione della lettura in quattro livelli - Elementare, Ispettivo, Analitico, e Sintopico - il quarto dei quali aggiunto al libro in seguito alla riscrittura. Il libro analizza strategie e pratiche di lettura e comprensione del testo di molteplici generi letterari (tra cui poesia, storia, scienza e matematica, filosofia e narrativa). 

## Lista di letture consigliate (edizione del 1972)
L'Appendice A della edizione del 1972 fornisce il seguente elenco di letture consigliate:
1. Omero – Iliade, Odissea
2. L'Antico Testamento
3. Eschilo – Tragedie
4. Sofocle – Tragedie
5. Erodoto – Storie
6. Euripide – Tragedie, specialmente Medea, Ippolito, Le Baccanti
7. Tucidide – Guerra del Peloponneso
8. Ippocrate – Scritti medici del Corpus Hippocraticum
9. Aristofane – Commedie, soprattutto Le Nuvole, Gli Uccelli, Le Rane
10. Platone – Dialoghi, soprattutto Repubblica, Simposio, Fedone, Menone, Apologia di Socrate, Fedro, Protagora, Gorgia, Sofista, Teeteto
11. Aristotele – Opere, soprattutto l'Organon, la Fisica, la Metafisica, Sull'anima, Etica Nicomachea, Politica, Retorica, Poetica
12. Epicuro – Lettera ad Erodoto; Lettera a Meneceo
13. Euclide – Elementi (di Geometria)
14. Archimede – Opere, soprattutto Sull'equilibrio dei piani, Sui corpi galleggianti, l'Arenario
15. Apollonio di Perga – Le coniche
16. Cicerone – Opere, soprattutto le Orazioni, Sull'Amicizia, Sull'anzianità
17. Lucrezio – De rerum natura
18. Virgilio – Opere
19. Orazio – Opere, soprattutto Odi ed Epodi, Ars Poetica
20. Livio – Storia di Roma / Ab Urbe condita
21. Ovidio – Opere, specialmente Le Metamorfosi
22. Plutarco – Vite Parallele, Moralia
23. Tacito – Historiae; Annales; Agricolae; De origine et situ Germanorum
24. Nicomaco di Gerasa – Introduzione all'Aritmetica
25. Epitteto – Diatribe; Encheiridion (Manuale)
26. Tolomeo – Almagesto
27. Luciano di Samosata – Opere, soprattutto Come si deve scrivere la Storia, La storia vera, Vendita di vite all'incanto
28. Marco Aurelio – Meditazioni (o Colloqui con sé stesso)
29. Galeno – De naturalibus facultatibus
30. Il Nuovo Testamento
31. Plotino – Le Enneadi
32. Agostino d'Ippona (Sant'Agostino) – De magistro; Confessioni; La città di Dio; De doctrina christiana
33. Chanson de Roland
34. La canzone dei Nibelunghi
35. La saga di Njáll
36. Tommaso d'Aquino (San Tommaso) – Summa Theologicae
37. Dante Alighieri – La Divina Commedia; Vita Nuova; Monarchia
38. Geoffrey Chaucer – Troilo and Criseide; I racconti di Canterbury
39. Leonardo da Vinci – Codici
40. Niccolò Machiavelli – Il Principe; Discorsi sopra la prima Deca di Tito Livio
41. Erasmo da Rotterdam – Elogio della Follia
42. Niccolò Copernico – De revolutionibus orbium coelestium
43. Tommaso Moro – Utopia
44. Martin Lutero – Discorsi a Tavola; Tre Trattati (“Appello alla nobiltà cristiana della nazione tedesca”, “La cattività babilonese della chiesa”, “La libertà del cristiano”
45. François Rabelais – Gargantua e Pantagruele
46. Giovanni Calvino – Institutio christianae religionis
47. Michel de Montaigne – Saggi
48. William Gilbert – De magnete
49. Miguel de Cervantes – Don Chisciotte della Mancia
50. Edmund Spenser – Prothalamion (1596); La regina delle fate
51. Francis Bacon (Francesco Bacone) – Saggi; Sull’avanzamento e sul progresso del sapere umano e divino; Novum Organum, La nuova Atlantide
52. William Shakespeare – Opere Teatrali e Poetiche
53. Galileo Galilei – Sidereus Nuncius; Dialoghi e dimostrazioni matematiche intorno a due nuove scienze
54. Giovanni Keplero – Epitome astronomiae Copernicanae; Harmonices Mundi
55. William Harvey – Exercitatio Anatomica de Motu Cordis et Sanguinis in Animalibus; Sulla circolazione del sangue; Exercitationes de generatione animalium
56. Thomas Hobbes – Leviatano
57. Cartesio – Regole per la guida dell'intelligenza; Discorso sul metodo; La Geometria; Meditazioni metafisiche
58. John Milton – Opere, specialmente i poemi minori, Areopagitica, Paradiso perduto, Sansone
59. Molière – Commedie, specialmente L'avaro, La scuola delle mogli, Il misantropo, Il medico per forza, Il Tartuffo
60. Blaise Pascal – Le provinciali; Pensieri; Trattati scientifici
61. Christiaan Huygens – Treatise on Light
62. Baruch Spinoza – Ethica
63. John Locke – Lettera sulla tolleranza; Due trattati sul governo; Saggio sull'intelletto umano; Pensieri sull'educazione
64. Jean Baptiste Racine – Tragedie, specialmente Andromaca e Fedra
65. Isaac Newton – Philosophiae Naturalis Principia Mathematica; Opticks
66. Gottfried Wilhelm Leibniz – Discourse on Metaphysics; Nuovi saggi sull'intelletto umano; Monadologia
67. Daniel Defoe – Robinson Crusoe
68. Jonathan Swift – AFavola della botte; Giornale a Stella; I viaggi di Gulliver; Una modesta proposta
69. William Congreve – La via del mondo
70. George Berkeley – Trattato sui principi della conoscenza umana
71. Alexander Pope – Saggio sulla critica; Il ricciolo rapito; Essay on Man
72. Montesquieu – Lettere Persiane ;Lo spirito delle leggi
73. Voltaire – Lettere inglesi; Candido; Dizionario filosofico; Micromega
74. Henry Fielding – Joseph Andrews; Tom Jones
75. Samuel Johnson – La vanità degli umani desideri; Dictionary; Storia di Rasselas; Vite dei più insigni poeti inglesi
76. David Hume – Trattato sulla natura umana; Saggi Morali e Politici; Ricerca sull'intelletto umano
77. Jean-Jacques Rousseau – Discorso sull'origine e i fondamenti della diseguaglianza tra gli uomini; Sull'Economia Politica; Emilio o dell'educazione, Il contratto sociale
78. Laurence Sterne – Tristram Shandy; Viaggio sentimentale
79. Adam Smith – Teoria dei sentimenti morali; La ricchezza delle nazioni
80. Immanuel Kant – Critica della ragion pura; Fondazione della metafisica dei costumi; Critica della ragion pratica; La scienza del giusto; Critica del giudizio; Per la pace perpetua
81. Edward Gibbon – Storia della decadenza e caduta dell'Impero romano; Autobiografia
82. James Boswell – Diario; Vita di Samuel Johnson, Ll.D.
83. Antoine Laurent Lavoisier – Trattato elementare di chimica
84. Alexander Hamilton, John Jay, James Madison – Federalist Papers
85. Jeremy Bentham – Introduzione ai principi della morale e della legislazione; Teoria delle finzioni
86. Johann Wolfgang von Goethe – Faust; Poesia e verità
87. Jean Baptiste Joseph Fourier – Teoria analitica del calore
88. Georg Wilhelm Friedrich Hegel – Fenomenologia dello spirito; Lineamenti di filosofia del diritto; Lezioni sulla filosofia della storia
89. William Wordsworth – Poesie
90. Samuel Taylor Coleridge – Poesie; Biographia Literaria
91. Jane Austen – Orgoglio e pregiudizio; Emma
92. Carl von Clausewitz – Della guerra
93. Stendhal – Il rosso e il nero; La Certosa di Parma; Sull'amore
94. Lord Byron – Don Giovanni
95. Arthur Schopenhauer – Studies in Pessimism
96. Michael Faraday – The Chemical History of a Candle; Experimental Researches in Electricity
97. Charles Lyell – Principi di geologia
98. Auguste Comte – Corso di filosofia positiva
99. Honoré de Balzac – Papà Goriot; Eugenia Grandet
100. Ralph Waldo Emerson – Representative Men; Saggi; Diario
101. Nathaniel Hawthorne – La lettera scarlatta
102. Alexis de Tocqueville – La democrazia in America
103. John Stuart Mill – Un sistema di logica; Saggio sulla libertà; Considerazioni sul governo rappresentativo; Utilitarismo; La servitù delle donne; Autobiografia
104. Charles Darwin – L'origine delle specie; L'origine dell'uomo e la selezione sessuale; Autobiografia
105. Charles Dickens – Il Circolo Pickwick; David Copperfield; Tempi difficili
106. Claude Bernard – Introduction à l´étude de la médecine experimental,
107. Henry David Thoreau – Disobbedienza civile; Walden ovvero Vita nei boschi
108. Karl Marx – Il Capitale; Manifesto del Partito Comunista
109. George Eliot – Adam Bede; Middlemarch
110. Herman Melville – Moby Dick; Billy Budd
111. Fëdor Dostoevskij – Delitto e castigo; L'idiota; I fratelli Karamazov
112. Gustave Flaubert – Madame Bovary; Tre racconti
113. Henrik Ibsen – Opere
114. Lev Tolstoj – Guerra e pace; Anna Karenina; Che cos'è l'arte?; Ventitré racconti
115. Mark Twain – Le avventure di Huckleberry Finn; Lo straniero misterioso
116. William James – Principi di Psicologia; Le varie forme dell'esperienza religiosa. Uno studio sulla natura umana; Pragmatismo; Saggi di empirismo radicale
117. Henry James – L'americano; Gli ambasciatori
118. Friedrich Nietzsche – Così parlò Zarathustra; Al di là del bene e del male; Genealogia della morale; La volontà di potenza
119. Jules Henri Poincaré – La scienza e l'ipotesi; Scienza e metodo
120. Sigmund Freud – L'interpretazione dei sogni; Introduzione alla psicoanalisi; Il disagio della civiltà; Nuova introduzione alla psicoanalisi
121. George Bernard Shaw - Opere teatrali e prefazioni
122. Max Planck – Origine e sviluppi della teoria dei quanti; Dove va la scienza?; Autobiografia scientifica
123. Henri Bergson – Saggio sui dati immediati della coscienza; Materia e memoria; L'evoluzione creatrice; Le due fonti della morale e della religione
124. John Dewey – Come pensiamo; Democrazia e educazione; Esperienza e natura; Logica, teoria dell'indagine
125. Alfred North Whitehead – Introduzione alla matematica; La scienza e il mondo moderno; The Aims of Education and Other Essays; Avventure di idee
126. George Santayana – La vita della ragione o le fasi del progresso umano; Scetticismo e fede animale; Persons and Places
127. Vladimir Lenin – Stato e rivoluzione
128. Marcel Proust – Alla ricerca del tempo perduto
129. Bertrand Russell – I problemi della filosofia; L'analisi della mente; An Inquiry into Meaning and Truth; La conoscenza umana. Le sue possibilità e i suoi limiti'
130. Thomas Mann – La montagna incantata; Giuseppe e i suoi fratelli
131. Albert Einstein – Il significato della relatività; On the Method of Theoretical Physics; L'evoluzione della fisica
132. James Joyce – I morti in Dubliners; Ritratto dell'artista da giovane; Ulisse
133. Jacques Maritain – Arte e scolastica; Distinguere per unire o i gradi per sapere; I diritti dell'uomo e la legge naturale; Umanesimo integrale
134. Franz Kafka – Il processo; Il castello
135. Arnold J. Toynbee – A Study of History; Civiltà alla prova
136. Jean-Paul Sartre – La nausea; A porte chiuse; L'essere e il nulla
137. Aleksandr Solženicyn – Il primo cerchio; Padiglione cancro

## Edizioni
- Mortimer Adler, How to Read a Book: The Art of Getting a Liberal Education, (1940) OCLC 822771595
  - Edizione del 1967 pubblicata con il sottotitolo Una guida alla lettura dei grandi libri, ISBN 978-0-671-21209-4 OCLC 500166716
  - Edizione riveduta del 1972, coautore Charles Van Doren, New York: Simon and Schuster, ISBN 1-567-31010-9
- Traduzione italiana:  Mortimer J. Adler e Charles Van Doren, Come leggere un libro, a cura di L. Di Vito, Sovera Edizioni, 1991, ISBN 9788885119444.

| Controllo di autorità | VIAF (EN) 9669152503033310800004 |